# Église Saint-Jean-Baptiste de Mallefougasse
Pour les articles homonymes, voir Église Saint-Jean-Baptiste.
L'église Saint-Jean-Baptiste est une église romane située à Mallefougasse-Augès, au pied de la Montagne de Lure dans le département français des Alpes-de-Haute-Provence en région Provence-Alpes-Côte d'Azur.

## Historique
L'église Saint-Jean-Baptiste est une église du XIe siècle flanquée d'un clocher du début ou du milieu du XIIe siècle.
Elle fut un prieuré de l'abbaye bénédictine de Saint-André de Villeneuve-lès-Avignon comme la chapelle Saint-Donat de Montfort toute proche.
L'église a été restaurée au XVIIe siècle.
L'église et sa sacristie font l'objet d'une inscription au titre des monuments historiques depuis le 14 octobre 1997.

## Architecture

### Le chevet
L'église possède un chevet composé d'une abside et de deux absdioles semi-circulaires édifiées en moellon et recouvertes d'ardoises.

### Le clocher
Le clocher carré est édifié en moellons blancs bordés de chaînages d'angle réalisés en pierre de taille de couleur beige, le tout conférant une bichromie du plus bel effet au clocher. Au dernier étage, de fines colonnettes sont taillées dans les chaînages d'angle.
Chacune des faces de l'avant-dernier étage du clocher est percée d'une fenêtre à double ébrasement dont la partie extérieure est bordée de pierre de taille et dont la partie intérieure est constituée de deux fenêtres géminées séparées par une colonnette monolithe blanche surmontée d'un chapiteau sculpté. 
Les faces du dernier étage sont percées de fenêtres à simple ébrasement bordées de pierre de taille.
La maçonnerie du clocher est percée de nombreux trous de boulin (trous laissés par les échafaudages).

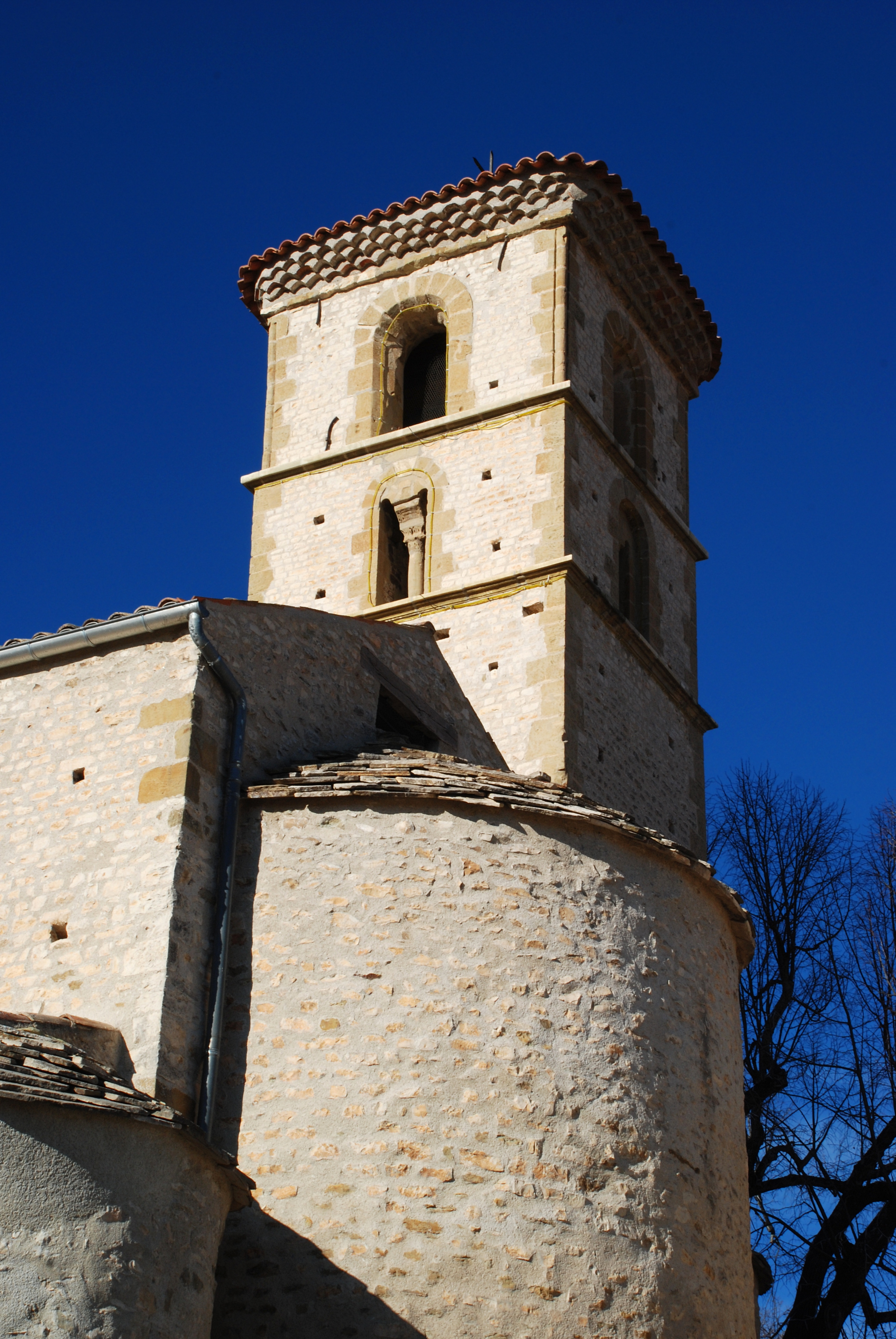
L'abside centrale et le clocher.
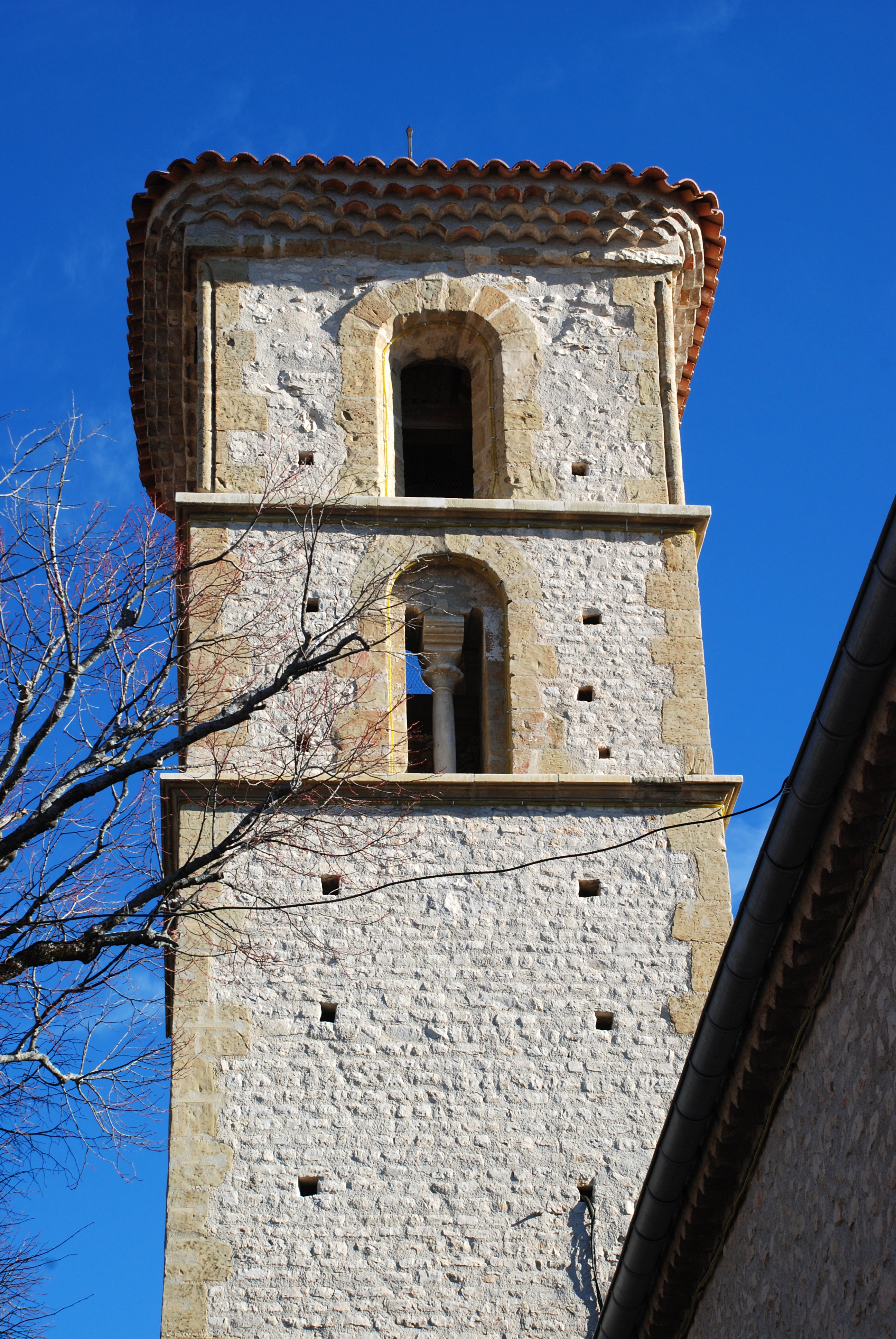
Face occidentale du clocher.